# Bobby Hull
Robert Marvin Hull, conegut com a Bobby Hull   (Point Anne, 3 de gener de 1939 - Wheaton, 30 de gener de 2023), fou un jugador d'hoquei sobre gel que va jugar 24 temporades com a professional. Se'l considera un dels millors jugadors de tots els temps. Alhora va fer d'entrenador dels Winnipeg Jets del 1972 al 1975. Va jugar 18 partits amb els Jets abans de ser traspassat als Hartford Whalers, i es va retirar després de la temporada 1979-80. Va formar part del NHL Hall of Fame a partir del 1983, igual que el seu fill Brett (des del 2009); són, doncs, la primera parella pare-fill a aconseguir formar part del Saló de la Fama d'aquest esport i de guanyar el Trofeu Hart (trofeu que es dona al millor jugador de la temporada regular de la NHL). També tenia el seu número 9 retirat a Chicago Blackhawks i Winnipeg Jets.
Va rebre el guardó Wayne Gretzky International Award el 2003. El 2017 Hull va ser nomenat un dels '100 millors jugadors de la NHL' de la història.

## Primers anys de vida
Hull va néixer a Pointe Anne, Ontario. Era fill de Lena Cook i Robert Edward Hull, un responsable d'una empresa de ciment. Va jugar a hoquei en categories inferiors a Belleville, i després hoquei Júnior B per als Woodstock Warriors a la tardor de 1954. Hull va liderar els Warriors a la de 1955 com a campions d'Ontario. Més tard, va jugar als Galt Black Hawks i als St. Catharines Teepees de l' Ontario Hockey Association, abans d'unir-se als Chicago Black Hawks el 1957 a l'edat de 18 anys.

## Carrera de jugador

### Carrera de la NHL
Hull va tenir un bon any de debut acabant segon al Calder Memorial Trophy. Hull portava originalment els números 16 i 7 com a Black Hawk, però més tard va canviar al seu famós número 9, un homenatge al seu ídol de la infància Gordie Howe. A la seva tercera temporada (1959–60), va liderar la lliga en gols i punts (l'Art Ross Trophy), una doble gesta que també va aconseguir en les temporades 1961–62 i 1965–66. Va dirigir Chicago a la Copa Stanley l'any 1961, la tercera a la general i la primera en 23 anys. Va acabar segon en els rànquings d'anotació tres vegades més.
El 12 de març de 1966, el Golden Jet es va convertir en el primer jugador de la NHL a marcar més de 50 gols en una temporada, superant la de Maurice Richard, Bernie Geoffrion i la seva pròpia marca de 50 gols. El seu gol número 51, marcat sobre Cesare Maniago dels New York Rangers, li va valer una gran ovació de set minuts per part dels fidels de l'estadi de Chicago. Hull finalment va marcar 54 gols aquella temporada, el total més alt d'una sola temporada de l'era dels Sis Originals. Aquell mateix any, Hull va establir el rècord de més punts en una temporada amb 97, un més que el rècord anterior establert per Dickie Moore 7 anys abans. El seu total de punts va ser empatat l'any següent pel seu company d'equip Stan Mikita i el seu rècord va ser batut tres anys després per Phil Esposito. Hull va liderar la lliga en gols set vegades durant la dècada de 1960. En la lliga 1968–69, malgrat que Hull va batre els seus propis gols en un rècord de la temporada per quatre gols (58 gols) i va establir un màxim de 107 punts en la NHL (segon a la lliga aquell any), els Hawks es van perdre els playoffs per primera vegada. des de la seva temporada de debutant. A la seva darrera temporada de la NHL, havia marcat 50 gols o més en cinc ocasions notables. Això va ser només una vegada menys que tots els altres jugadors de la història de la NHL combinats fins aquell moment.
En les seves 15 temporades completes de la NHL va ser votat deu vegades com a extrem esquerre del primer equip All-Star i dues vegades com a extrem esquerre del segon equip. El seu tir va assolir una vegada els 190,5 km/ (18,3 mph) i podia patinar a 47,8 km/h (29,7 mph). Durant la seva empenta per ser el primer a eclipsar la marca dels 50 gols, es va afirmar que el xut del canell d'Hull era més dur que la seva bufetada.

### Carrera WHA
Durant molt temps va estar descontent amb el seu mal sou com una de les superestrelles més importants de l'hoquei; això va fer que Hull respongués a les propostes dels Winnipeg Jets de la nova Associació Mundial d'Hoquei el 1972 fent broma que deixaria la lliga actual i que hi aniria pel mòdic preu d'un milió de dòlars, una suma aleshores considerada absurda. Reunint els altres propietaris de la lliga per contribuir a la quantitat sense precedents sobre la base que, aconseguir que una estrella tan important entrés, li donava credibilitat instantània a la nova lliga rival que competia directament contra la NHL, el propietari dels Jets, Ben Hatskin, va acceptar la suma i va aconseguir que Hull signés, com a jugador/entrenador amb un contracte per valor d'1,75 milions de dòlars durant 10 anys més una bonificació de signatura d'1 milió de dòlars. Encara que el seu debut amb Winnipeg va ser retingut en un litigi per la NHL, Hull es va convertir instantàniament en l'estrella més gran de la WHA guanyant el trofeu Gordie Howe com a MVP de la lliga el 1972–73 i 1974–75. Amb els companys de línia suecs Anders Hedberg i Ulf Nilsson va formar una de les línies d'avantguarda més formidables dels anys setanta (coneguda com "The Hot Line"), portant els Jets a dues copes AVCO durant la seva etapa amb el club. La seva millor actuació va ser durant la temporada 1974-75, quan va marcar 77 gols que van significar una nova marca professional, alhora que va sumar 65 assistències per un total de 142 punts, a cinc del líder de la lliga, una de les dues vegades que va quedar segon en la classificació -classificació puntuable a la WHA. En les cinc temporades de la WHA en què va jugar més de la meitat del calendari, va ser votat tres vegades com a All-Star del primer equip i dues vegades com a All-Star del segon equip, mentre va sumar 50 gols i 100 punts quatre vegades cadascun.
Com que es va unir a la lliga rival, a Hull no se li va permetre representar l'equip de Canadà a la sèrie Summit de 1972, que va enfrontar els millors jugadors de la NHL del Canadà amb l'equip nacional de l'URSS. Dos anys més tard, es va celebrar una segona Summit Series en la qual Hull i altres estrelles principals de la WHA (incloent Gordie Howe, que s'havia retirat de la NHL en el moment de la Summit Series inicial) van competir contra l'equip nacional soviètic. La WHA va perdre la sèrie quatre jocs a un (tres van acabar amb empat), malgrat els set gols de Hull. Va ser un membre clau de l'equip canadenc que va guanyar la Copa del Canadà de 1976, però va anotar cinc gols i tres assistències en set partits.

### Regla de Bobby Hull
Hull i el seu company d'equip Stan Mikita van ser els catalitzadors d'una bogeria dels anys 60 en què els jugadors corbaven les fulles dels seus pals d'hoquei, que es van anomenar àmpliament "palmes de plàtan". Hull és el jugador més vinculat a la norma que prohibia aquesta pràctica a causa del perill potencial per als porters, pocs dels quals portaven màscares en aquella època. La fulla corbada va fer que la trajectòria del disc fos impredictible. La regla originalment limitava la curvatura de la fulla a entre una meitat i tres quarts de polzada; el 1970, es va fixar en mitja polzada. La regla 10.1 de la NHL limita actualment la curvatura a tres quarts de polzada.

### Carrera posterior i jubilacions
Alentit per les lesions i l'edat, Hull va jugar només uns quants partits a l'última temporada de la WHA de 1978–79. Tanmateix, després de la fusió de les dues lligues el 1979 (inclosos els Jets) i, segons es diu, en dificultats financeres, Hull va sortir de la seva retirada per jugar una vegada més als Jets de la NHL. Va jugar divuit partits abans de ser cedit als Hartford Whalers per a consideracions futures, reunint el dos vegades guanyador del Trofeu Gordie Howe juntament amb el mateix Howe, de 51 anys (que, després del partit inicial de Hull amb els Whalers, va dir a la premsa: "El nen es veu bé en el seu primer partit".). Hull va jugar amb eficàcia en nou partits (dos gols i cinc assistències) i tres de playoffs abans de retirar-se una vegada més per cuidar la seva parella, que s'havia lesionat en un accident d'automòbil.
El setembre de 1981, Hull va intentar un retorn final amb els New York Rangers als 42 anys, a proposta de l'entrenador dels Rangers Herb Brooks, que volia intentar reunir Hull amb els seus antics companys dels Jets, Hedberg i Nilsson. L'intent de retorn va durar cinc partits d'exhibició, durant els quals Hull va fer un gol i una assistència, abans que tant ell com els Rangers decidissin que era millor posar fi a la possibilitat de retorn. Era la segona vegada en la carrera d'Hull que jugava jocs d'exhibició amb els Rangers; el 1959, després de perdre's els playoffs la primavera anterior, els Rangers i els Boston Bruins havien estat enviats a una gira d'exhibició per Europa, i l'estrella emergent Hull i Eddie Shack es van afegir a la llista dels Rangers per a la gira. Hull i Shack van liderar conjuntament els Rangers en anotar, cadascun marcant 14 gols durant la gira de 23 partits.
Hull va acabar la seva carrera després de jugar 1.063 partits de la NHL, acumulant 610 gols, 560 assistències, 1.170 punts, 640 minuts de penalització, tres trofeus Art Ross, dos trofeus Hart Memorial (va acabar segon o tercer en la votació sis vegades més), un Lady Byng Memorial Trophy i un campionat de la Copa Stanley, sumant 62 gols i 67 assistències per 129 punts en 119 partits de play-offs. Va jugar en 411 partits de la WHA, anotant 303 gols, 335 assistències i 638 punts, sumant 43 gols i 37 assistències en 60 partits de play-offs. El seu total de 1.018 gols professionals de la Lliga Major d'Amèrica del Nord (NHL i WHA inclosos els playoffs) és el tercer més de tots els temps després de Wayne Gretzky (1.109) i Gordie Howe (1.071), tot i que la NHL no reconeix les estadístiques de gols de la WHA a totals de la carrera professional dels jugadors.

## Carrera posterior al joc
El 1978, va ser nomenat Oficial de l'Orde del Canadà. A més de la seva inducció al Saló de la Fama, la samarreta de Hull amb el número 9 ha estat retirada pels Black Hawks, els Jets i el seu equip successor, els Arizona Coyotes. Quan el fill de Bobby, Brett Hull, es va unir als Coytes, van treure el dorsal del retir per a que Brett l'utilitzés durant la seva breu estada allà, com un homenatge al seu pare. Evander Kane, que portava el número 9 per a la franquícia actual de Winnipeg Jets, va demanar i va rebre el permís de Hull per portar el dorsal.
El 1998, Hull va entrar en polèmica després que suposadament va fer comentaris pro-nazis. Segons The Moscow Times, se'l va citar dient: "Hitler, per exemple, tenia bones idees. Simplement va anar una mica massa lluny." Hull va negar més tard haver felicitat Hitler i va dir que els periodistes havien plantejat el tema. L'incident va ser parodiat al programa de sàtira de notícies canadenc This Hour Has 22 Minutes, amb Rick Mercer llegint un lloc dient que Hull havia estat citat malament, i en realitat havia dit: "Sittler tenia bones idees".
El 2003, va ser nomenat comissari en cap d'una nova Associació Mundial d'Hoquei, destinada a operar durant el tancament de la NHL 2004–05 ; mai va entrar en joc, i posteriorment l'organització va dirigir diverses lligues menors efímeres i lligues juvenils de nivell II no professionals. Hull va exercir com a ambaixador dels Blackhawks durant part de la temporada 2021-22 fins que l'organització va anunciar: "Quan es tracta de Bobby, concretament, vam acordar conjuntament a principis d'aquesta temporada que es retirarà de qualsevol paper oficial de l'equip".

## Vida personal
Els avantpassats de Hull havien emigrat al Canadà des d'Eslovàquia.
El germà petit de Hull, Dennis (anomenat "el Silver Jet"), va tenir la seva carrera paral·lela amb els Chicago Black Hawks durant vuit temporades, marcant més de 300 gols per dret propi. Alguns comentaristes sovint es preguntaven quin germà va tenir el tir més difícil. Ser exclòs de la sèrie Summit de 1972 perquè jugava a la WHA, Dennis inicialment va planejar boicotejar l'esdeveniment així com una mostra de suport al seu germà, però Bobby el va convèncer perquè es quedés a l'equip de Canadà.
El matrimoni de Hull amb Joanne McKay va acabar en divorci el 1980 després de diversos incidents abusius. El 1986, va ser acusat per Deborah, la seva tercera dona, d'agressió i agressió. Finalment va abandonar els càrrecs.
Hull va tenir una relació sentimental amb una dona anomenada Claudia Allen. El 1980, Hull es va retirar dels Hartford Whalers per tenir cura d'Allen, que va resultar ferida en un greu accident d'automòbil. La parella no es va casar mai.

### Nens
Hull va tenir cinc fills amb la primera dona Joanne: els fills Bobby Jr., Blake, Brett, Bart i la filla Michelle.
Brett Hull (el " Brett d'or "), també va ser una estrella de l'hoquei, acabant la seva carrera a la NHL amb 741 gols (actualment el cinquè total de gols més alt de la història de la NHL). Bobby i Brett són l'únic tàndem pare i fill que ha aconseguit les marques de més de 50 gols en una temporada de la NHL i més de 600 gols de la NHL. També són l'únic tàndem pare i fill que ha guanyat el trofeu Hart Memorial (Bobby dues vegades i Brett una vegada) i el trofeu Lady Byng i ha liderat la lliga en gols (Bobby set vegades i Brett tres vegades). Mentre jugava amb els Phoenix Coyotes el 2005, Brett es va posar el número 9 retirat del seu pare durant els últims cinc partits de la seva carrera.
Bart Hull va ser un corredor destacat per a l'equip de futbol Broncos de la Universitat Estatal de Boise i va jugar amb els Ottawa Rough Riders i Saskatchewan Roughriders a la CFL, així com una temporada de futbol sala professional abans de lesions recurrents. Després del futbol, va jugar breument a hoquei professional amb els Idaho Steelheads .
Bobby Jr. i Blake van jugar a hoquei juvenil i sènior. Bobby Jr. va guanyar la Copa Memorial amb els Cornwall Royals de 1980. Més tard, els germans van jugar junts als Clamatos de Brantford Mott, guanyadors de la Copa Allan, de l' OHA Senior A Hockey League (AAA Masculin Amateur) el 1987.
La filla de Hull, Michelle, era una patinadora artística consumada, convertint-se en campiona infantil de la Colúmbia Britànica als 11 anys. Després de moltes lesions al genoll, va acabar la seva carrera de patinatge artístic i ara és advocada amb llicència en dos estats.
El juliol de 1981, la núvia Claudia Allen va donar a llum la filla menor de Hull, Jessica. Jessica es va graduar al Benedictine College amb una llicenciatura en Educació Elemental i actualment resideix a Minnesota.
Una altra filla, Beth Carriero Anderson, va néixer el 31 de juliol de 1956 a les Cascades del Niàgara, Nova York. Hull no sabia del naixement de la seva filla (la mare era de St. Catherines, Ontario) i el nadó va ser donat en adopció. Beth ara resideix a Carolina del Sud amb el seu marit Joel Anderson i dos fills.

### Pista comunitària Bobby Hull
La ciutat de Cicero, Illinois, va crear una pista pública a l'aire lliure en el seu nom. La pista acull classes de patinatge, patinatge públic, Stick & Puck públic, jocs d'hoquei de secundària i molt més.

## Premis i èxits
- Guanyador del Trofeu Art Ross (1960, 1962 i 1966)
- Extrem esquerre del primer equip d'estrelles de la NHL (1960, 1962, 1964, 1965, 1966, 1967, 1968, 1969, 1970 i 1972)
- Campió de la Copa Stanley (1961)
- Aler esquerre del segon equip d'estrelles de la NHL (1963 i 1971)
- Guanyador del Trofeu Hart Memorial (1965 i 1966)
- Guanyadora del trofeu Lady Byng Memorial (1965)
- Guanyador del Trofeu Lester Patrick (1969)
- Es va convertir en el tercer jugador d'hoquei a aparèixer a la portada de la revista <i id="mw-g">Time</i>
- MVP del joc All-Star de la NHL (1970, 1971), únic jugador que va guanyar premis consecutius de MVP del joc All-Star
- Primer equip d'estrelles de la WHA (1973, 1974 i 1975)
- Segon equip d'estrelles de la WHA (1976 i 1978)
- Jugador més valuós de la WHA (1973 i 1975)
- Campionats de la Copa Avco (WHA) (1976, 1978 i 1979)
- Incorporat al Saló de la Fama de l'hoquei el 1983
- Es va retirar com a segon màxim golejador i novè màxim anotador de punts de la història de la NHL (actualment 17è i 50è, respectivament)
- Segon a la història de la WHA en gols, sisè en assistències i tercer en punts.
- L'any 1998, va ser el número 8 de la llista ' 100 millors jugadors d'hoquei de The Hockey News, l'extrem esquerre de més alt rang.
- Membre honorat del Manitoba Hockey Hall of Fame
- Membre del Manitoba Sports Hall of Fame[20]
- Membre inaugural del Saló de la Fama de l'Associació Mundial d'Hoquei.[21]
- Membre honorat del Saló de la Fama de l'Esport d'Ontario[22]
- El 2011, les estàtues de Hull i Stan Mikita es van instal·lar fora del United Center, on actualment juguen els Blackhawks[23]

## Estadístiques de carrera

### Temporada regular i playoffs
| 1954–55    | St. Catharines Teepees | OHA        | 6     | 0   | 0   | 0     | 0   | —   | —  | —  | —   | —   |
| 1955–56    | St. Catharines Teepees | OHA        | 48    | 11  | 7   | 18    | 79  | 6   | 0  | 2  | 2   | 9   |
| 1956–57    | St. Catharines Teepees | OHA        | 52    | 33  | 28  | 61    | 95  | 13  | 8  | 8  | 16  | 24  |
| 1957–58    | Chicago Black Hawks    | NHL        | 70    | 13  | 34  | 47    | 62  | —   | —  | —  | —   | —   |
| 1958–59    | Chicago Black Hawks    | NHL        | 70    | 18  | 32  | 50    | 50  | 6   | 1  | 1  | 2   | 2   |
| 1959–60    | Chicago Black Hawks    | NHL        | 70    | 39  | 42  | 81    | 68  | 3   | 1  | 0  | 1   | 2   |
| 1960–61*   | Chicago Black Hawks    | NHL        | 67    | 31  | 25  | 56    | 43  | 12  | 4  | 10 | 14  | 4   |
| 1961–62    | Chicago Black Hawks    | NHL        | 70    | 50  | 34  | 84    | 35  | 12  | 8  | 6  | 14  | 12  |
| 1962–63    | Chicago Black Hawks    | NHL        | 65    | 31  | 31  | 62    | 27  | 5   | 8  | 2  | 10  | 4   |
| 1963–64    | Chicago Black Hawks    | NHL        | 70    | 43  | 44  | 87    | 50  | 7   | 2  | 5  | 7   | 2   |
| 1964–65    | Chicago Black Hawks    | NHL        | 61    | 39  | 32  | 71    | 32  | 14  | 10 | 7  | 17  | 27  |
| 1965–66    | Chicago Black Hawks    | NHL        | 65    | 54  | 43  | 97    | 70  | 6   | 2  | 2  | 4   | 10  |
| 1966–67    | Chicago Black Hawks    | NHL        | 66    | 52  | 28  | 80    | 52  | 6   | 4  | 2  | 6   | 0   |
| 1967–68    | Chicago Black Hawks    | NHL        | 71    | 44  | 31  | 75    | 39  | 11  | 4  | 6  | 10  | 15  |
| 1968–69    | Chicago Black Hawks    | NHL        | 74    | 58  | 49  | 107   | 48  | —   | —  | —  | —   | —   |
| 1969–70    | Chicago Black Hawks    | NHL        | 61    | 38  | 29  | 67    | 8   | 8   | 3  | 8  | 11  | 2   |
| 1970–71    | Chicago Black Hawks    | NHL        | 78    | 44  | 52  | 96    | 32  | 18  | 11 | 14 | 25  | 16  |
| 1971–72    | Chicago Black Hawks    | NHL        | 78    | 50  | 43  | 93    | 24  | 8   | 4  | 4  | 8   | 6   |
| 1972–73    | Winnipeg Jets          | WHA        | 63    | 51  | 52  | 103   | 37  | 14  | 9  | 16 | 25  | 16  |
| 1973–74    | Winnipeg Jets          | WHA        | 75    | 53  | 42  | 95    | 38  | 4   | 1  | 1  | 2   | 4   |
| 1974–75    | Winnipeg Jets          | WHA        | 78    | 77  | 65  | 142   | 41  | —   | —  | —  | —   | —   |
| 1975–76    | Winnipeg Jets          | WHA        | 80    | 53  | 70  | 123   | 30  | 13  | 12 | 8  | 20  | 4   |
| 1976–77    | Winnipeg Jets          | WHA        | 34    | 21  | 32  | 53    | 14  | 20  | 13 | 9  | 22  | 2   |
| 1977–78    | Winnipeg Jets          | WHA        | 77    | 46  | 71  | 117   | 23  | 9   | 8  | 3  | 11  | 12  |
| 1978–79    | Winnipeg Jets          | WHA        | 4     | 2   | 3   | 5     | 0   | —   | —  | —  | —   | —   |
| 1979–80    | Winnipeg Jets          | NHL        | 18    | 4   | 6   | 10    | 0   | —   | —  | —  | —   | —   |
| 1979–80    | Hartford Whalers       | NHL        | 9     | 2   | 5   | 7     | 0   | 3   | 0  | 0  | 0   | 0   |
| NHL totals | NHL totals             | NHL totals | 1,063 | 610 | 560 | 1,170 | 640 | 119 | 62 | 67 | 129 | 102 |
| WHA totals | WHA totals             | WHA totals | 411   | 303 | 335 | 638   | 183 | 60  | 43 | 37 | 80  | 38  |

## Registres com a entrenador
| Equip                     | Curs    | Temporada regular | Temporada regular | Temporada regular | Temporada regular | Temporada regular | Temporada regular | Posttemporada                   |
| Equip                     | Curs    | G                 | W                 | L                 | T                 | Pts               | Acabar            | Resultat                        |
| ------------------------- | ------- | ----------------- | ----------------- | ----------------- | ----------------- | ----------------- | ----------------- | ------------------------------- |
| Winnipeg Jets (1972–1996) | 1972–73 | 78                | 43                | 31                | 4                 | 90                | 2n a l'oest       | Perd a la final de la Copa Avco |
| Winnipeg Jets (1972–1996) | 1973–74 | 78                | 34                | 39                | 5                 | 73                | 4t a l'oest       | Perd en quarts de final         |
| Winnipeg Jets (1972–1996) | 1974–75 | 13                | 4                 | 9                 | 0                 | (8)               | (resignat)        | —                               |
| Total                     | Total   | 169               | 81                | 79                | 9                 |                   |                   |                                 |